# National Museum of American History

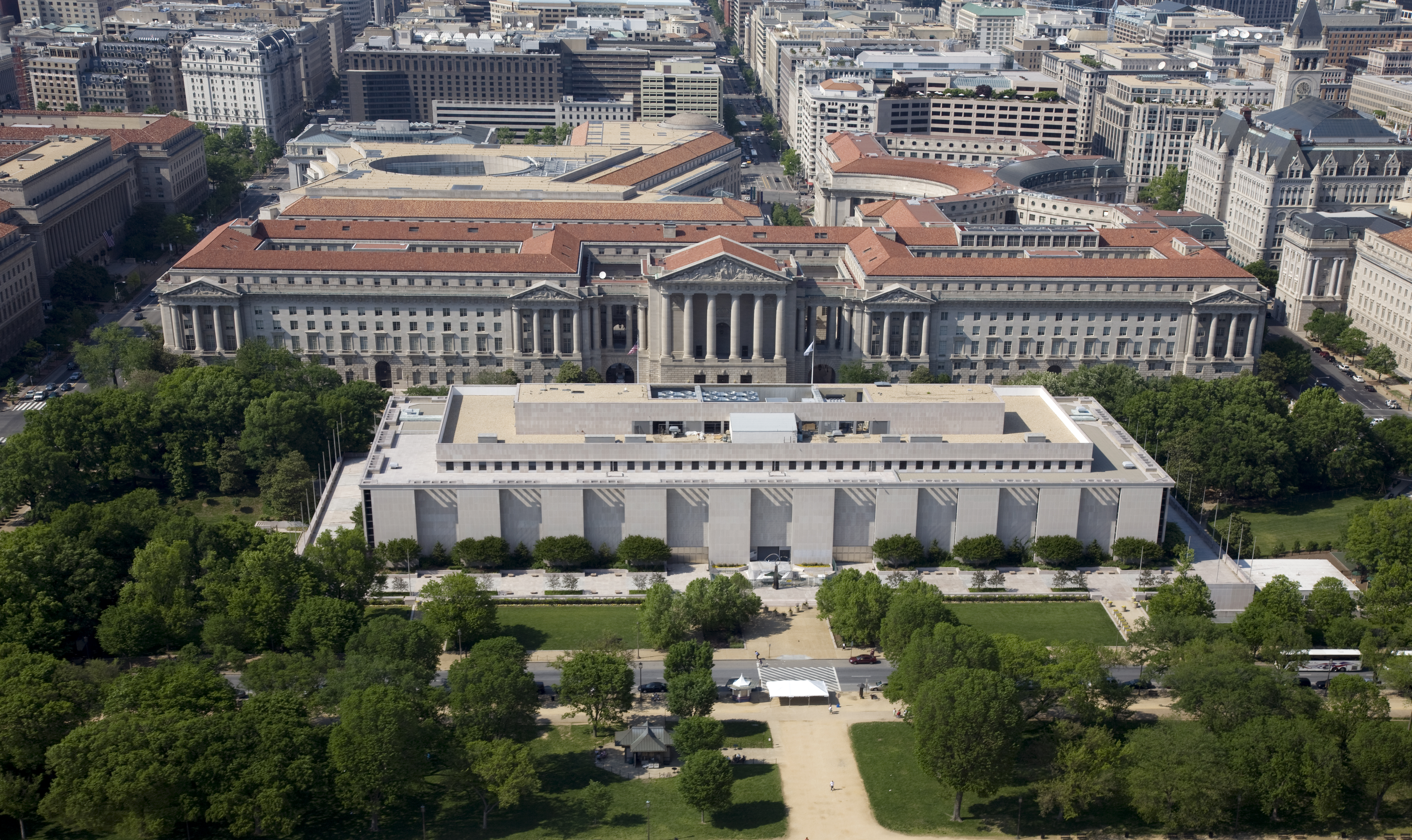
Widok na National Museum of American History (2008)

National Museum of American History (Narodowe Muzeum Historii Amerykańskiej) – muzeum położone w National Mall w Waszyngtonie, będące częścią Instytutu Smithsona. Zostało otwarte w 1964 jako Museum of History and Technology (Muzeum Historii i Techniki), a swoją obecną nazwę nosi od 1980.